# アビンドン伯爵
アビンドン伯爵（英: Earl of Abingdon）は、イギリスの伯爵、貴族。イングランド貴族爵位。リンジー伯爵家の分流の第5代ノリス男爵ジェイムズ・バーティーが1682年に叙されたことに始まる。1938年以降は主家のリンジー伯爵位を継ぎ、以降は継承者を同じくする。

## 歴史

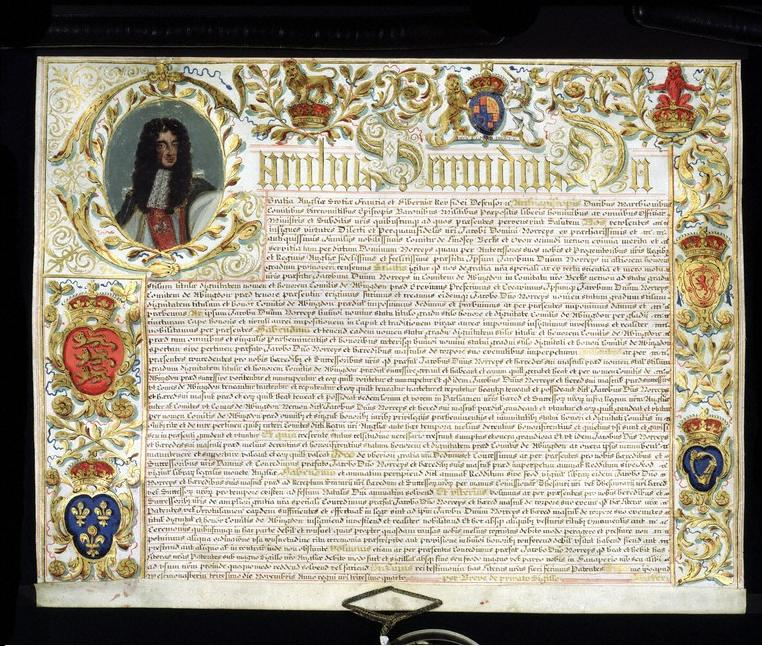
アビンドン伯爵位叙爵を認める勅許状。(ヴィクトリア＆アルバート博物館収蔵)

伯爵家の祖ジェイムズ・バーティー(1653-1699) は、リンジー伯爵家当主の後妻の長子として生まれた。彼は1675年に貴族院より議会招集を受けて、母方由来の爵位「ノリス男爵 (Baron Norreys/Norris of Rycote) 」として貴族院議員となった。
彼はオックスフォードシャー統監在職中の1682年にイングランド貴族としてアビンドン伯爵に陛爵した。初代伯ののちは長男のモンタギューが爵位を継承した。
2代伯モンタギュー (1673-1743) は、アン女王の治世下で父同様にオックスフォードシャー統監に就任したほか、ロンドン塔代やタワーハムレット統監を歴任した。
また、彼は勅許を得てその姓に「ヴェナブルズ (Venables) 」を加えている。
彼が1743年に亡くなると、爵位は甥のウィラビーが継承して、現在に至るまで3代伯ウィラビーの男系子孫によって伯爵位は継承されている。
そのひ孫にあたる6代伯モンタギュー (1808-1884) は襲爵前にオックスフォード及びアビンドン選挙区選出の庶民院議員を務めた。彼の代にドーチェスターの邸宅を手放したという。
8代伯モンタギュー (1887-1963) は、1951年に本家筋にあたる第12代リンジー伯爵モンタギュー・バーティーの死去によってリンジー伯爵を相続していたことが確認されたため、以降の伯爵家当主はリンジー伯爵を兼ねることとなった。
その後を継いだ9代伯リチャード (1931-) がアビンドン伯爵及びリンジー伯爵家現当主である。
一族の邸宅は、イーストエアシャー州マホリン近郊のギルミンズクロフト・ハウス (Gilmilnscroft House)。
かつての邸宅には、オックスフォード州ワイタムに位置したワイタム・アビー(Wytham Abbey) やタウンハウスたるスパニッシュプレイスマンション (Spanish Place Mansion) のほか、同州ドーチェスターにも邸宅を有していた。

## 現当主の保有爵位
現当主である第9代アビンドン伯爵リチャード・ヘンリー・ルパート・バーティは、以下の爵位を有する。
- 第9代アビンドン伯爵(9th Earl of Abingdon)
(1682年11月30日の勅許状によるイングランド貴族爵位)
- 第14代リンジー伯爵(14th Earl of Lindsey)
(1626年11月22日の勅許状によるイングランド貴族爵位)
- 第13代ライコートのノリス男爵(13th Baron Norreys/Norris, of Rycote)
(1572年5月8日の議会招集によるイングランド貴族爵位)

## 当主一覧

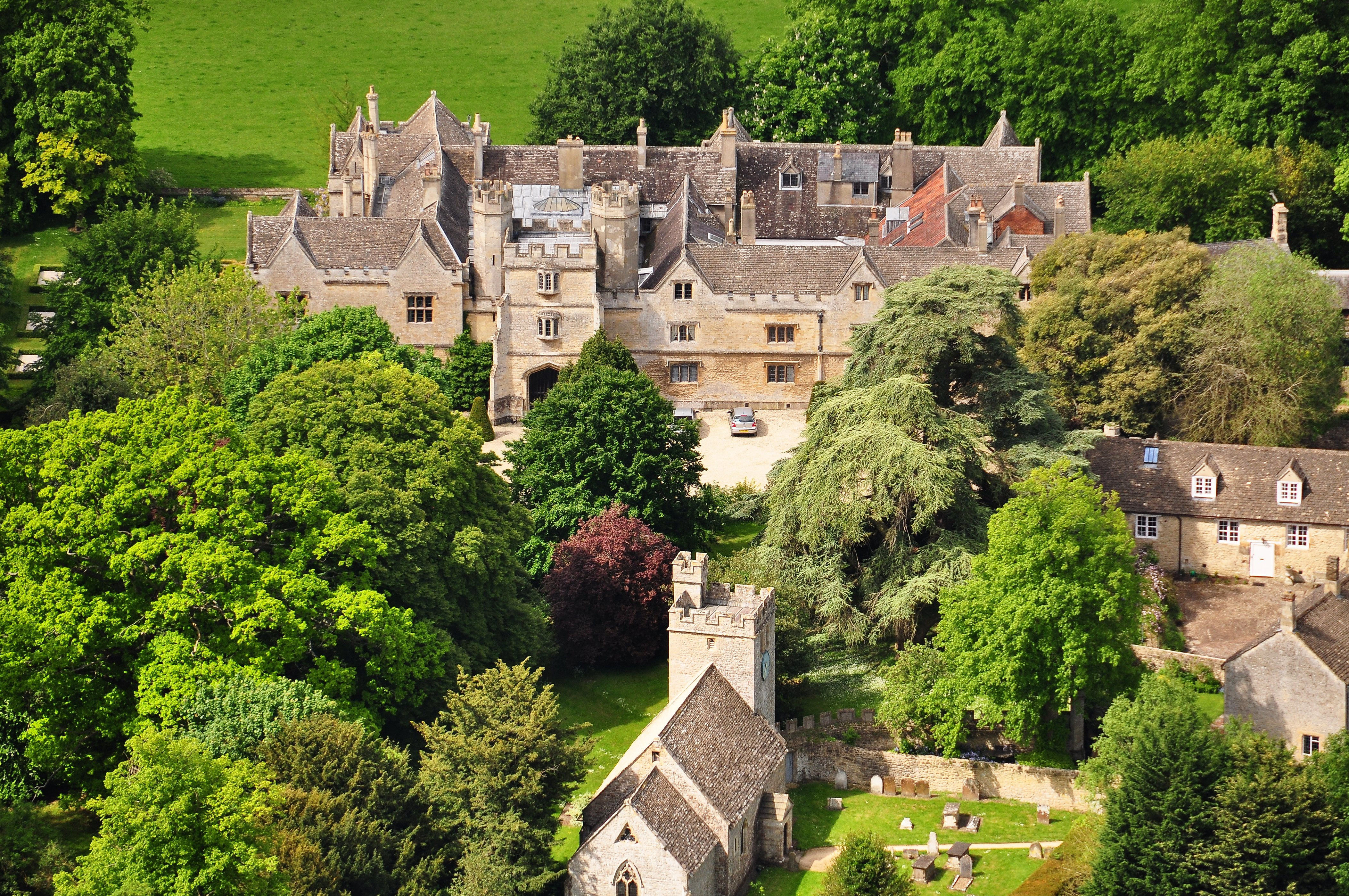
かつての伯爵家の邸宅であるワイタムアビー。

- 初代アビンドン伯爵（第5代ノリス男爵）ジェイムズ・バーティー（英語版）（1653–1699）
- 第2代アビンドン伯爵モンタギュー・ヴェナブルズ=バーティー （1673–1743）
- 第3代アビンドン伯爵ウィラビー・バーティー （1692-1760）
- 第4代アビンドン伯爵ウィロビー・バーティー（英語版） （1740–1799）
- 第5代アビンドン伯爵モンタギュー・バーティー（英語版）（1784–1854）
- 第6代アビンドン伯爵モンタギュー・バーティー（英語版）（1808–1884）
- 第7代アビンドン伯爵モンタギュー・アーサー・バーティー（英語版） （1836–1928）
- 第8代アビンドン伯爵（第13代リンジー伯爵）モンタギュー・ヘンリー・エドマンド・タウンリー=バーティー（英語版）(1887–1963)(1938年にリンジー伯爵継承）
- 第9代アビンドン伯爵（第14代リンジー伯爵）リチャード・ヘンリー・ルパート・バーティー（英語版） （1931‐ ）

爵位の法定推定相続人は、現当主の息子であるノリス男爵（儀礼称号）ヘンリー・マーク・ウィロビー・バーティー（1958-）。
以前のノリス男爵家当主は、ノリス男爵を参照のこと。